# ألكس بينا
ألكس بينا (بالإسبانية: Álex Pina)‏ هو منتج أفلام وكاتب سيناريو ومخرج إسباني، ولد في 23 يونيو 1967 في بنبلونة في إسبانيا.

## وصلات خارجية
- اليكس بينا على موقع IMDb (الإنجليزية)
- اليكس بينا على موقع روتن توميتوز (الإنجليزية)
- اليكس بينا على موقع ألو سيني (الفرنسية)
- اليكس بينا على موقع قاعدة بيانات الفيلم (الإنجليزية)